# Benedîkivți, Muncaci
Benedîkivți (în ucraineană Бенедиківці) este un sat în comuna Rakoșîno din raionul Muncaci, regiunea Transcarpatia, Ucraina.

## Demografie
Componența lingvistică a localității Benedîkivți
     Ucraineană (97,93%)
     Maghiară (1,1%)
     Alte limbi (0,97%)
Conform recensământului din 2001, majoritatea populației localității Benedîkivți era vorbitoare de ucraineană (97,93%), existând în minoritate și vorbitori de maghiară (1,1%).